# Peponapis utahensis
Peponapis utahensis är en biart som först beskrevs av Cockerell 1905.  Peponapis utahensis ingår i släktet Peponapis och familjen långtungebin. Inga underarter finns listade i Catalogue of Life.